# KkStB 560
| StEG 37.0 / kkStB 560 / ČSD 344.3 / FS 607 StEG 37.5 / kkStB 560.50 / ČSD 334.2 / FS 607 DR-Baureihe 545 | StEG 37.0 / kkStB 560 / ČSD 344.3 / FS 607 StEG 37.5 / kkStB 560.50 / ČSD 334.2 / FS 607 DR-Baureihe 545 | StEG 37.0 / kkStB 560 / ČSD 344.3 / FS 607 StEG 37.5 / kkStB 560.50 / ČSD 334.2 / FS 607 DR-Baureihe 545 | StEG 37.0 / kkStB 560 / ČSD 344.3 / FS 607 StEG 37.5 / kkStB 560.50 / ČSD 334.2 / FS 607 DR-Baureihe 545 |
| --- | --- | --- | --- |
| StEG 3707 spätere kkStB 560.07, ČSD 344.307                                                              | | | |
| Technische Daten                                                                                         | | | |
| Hersteller                                                                                               | Lokomotivfabrik der StEG                                                                                 | Lokomotivfabrik der StEG                                                                                 | Lokomotivfabrik der StEG                                                                                 |
| | 560.01–21                                                                                                | 560.22–34                                                                                                | 560.51–71                                                                                                |
| Bauart                                                                                                   | 1C n2 | 1C n2 | 1C n2v                                                                                                   |
| Zylinder-Ø                                                                                               | 490 mm                                                                                                   | 490 mm                                                                                                   | 520/790 mm                                                                                               |
| Kolbenhub                                                                                                | 650 mm                                                                                                   | 650 mm                                                                                                   | 650 mm                                                                                                   |
| Treibrad-Ø                                                                                               | 1440 mm                                                                                                  | 1440 mm                                                                                                  | 1440 mm                                                                                                  |
| Laufrad-Ø vorne                                                                                          | 995 mm                                                                                                   | 995 mm                                                                                                   | 995 mm                                                                                                   |
| Laufrad-Ø hinten                                                                                         | – | – | – |
| fester Radstand                                                                                          | 3500 mm                                                                                                  | 3500 mm                                                                                                  | 3500 mm                                                                                                  |
| Gesamtradstand                                                                                           | 6200 mm                                                                                                  | 6200 mm                                                                                                  | 6200 mm                                                                                                  |
| Gesamtradstand + Tender                                                                                  | 12984 mm                                                                                                 | 12984 mm                                                                                                 | 12984 mm                                                                                                 |
| Anzahl d. Rohre                                                                                          | 231 | 229 | 231 |
| Heizfl. d. Rohre                                                                                         | 173,2 m²                                                                                                 | 171,7 m²                                                                                                 | 173,2 m²                                                                                                 |
| Heizfl. d. Feuerbüchse                                                                                   | 11,8 m²                                                                                                  | 11,8 m²                                                                                                  | 11,8 m²                                                                                                  |
| Rostfl.                                                                                                  | 2,70 m²                                                                                                  | 2,70 m²                                                                                                  | 2,70 m²                                                                                                  |
| Dampfdruck                                                                                               | 12/13 | 12/13 | 12/13 |
| Gewicht (leer)                                                                                           | 45,4 t                                                                                                   | 45,4 t                                                                                                   | 46,2 t                                                                                                   |
| Adhäsionsgewicht                                                                                         | 40,5 t                                                                                                   | 40,5 t                                                                                                   | 40,6 t                                                                                                   |
| Dienstgewicht                                                                                            | 51,4 t                                                                                                   | 51,4 t                                                                                                   | 52,3 t                                                                                                   |
| Tender                                                                                                   | 72 | 72 | 72 |
| Länge | 10,974 m                                                                                                 | 10,974 m                                                                                                 | 10,974 m                                                                                                 |
| Höhe | k. A. | k. A. | k. A. |
| Vmax | 60 km/h                                                                                                  | 70 km/h                                                                                                  | 60 km/h                                                                                                  |

Die Dampflokomotivreihe kkStB 560 war eine Güterzug- und Personenzug-Schlepptenderlokomotivreihe der kkStB, die ursprünglich von der StEG stammte.
Genauer gesprochen gab es eine Nassdampf- (560.01–34) und eine Nassdampf-Verbundvariante (560.51–71).
Die StEG startete um 1900 mehrere Versuche an 1C-Lokomotiven, die sowohl für den Güterzug- als auch für den Personenzugdienst geeignet sein sollten.
Die Nassdampfmaschinen 37.01–21 wurden von 1900 bis 1902 geliefert.
Die 37.22–34 hatten einen leicht modifizierten Kessel und wurden 1906 geliefert.
Als Verbundvariante kamen die 37.51–71 1900 bis 1902 zur Ablieferung.
Lieferfirma war die eigene Lokomotivfabrik der StEG.
Nach dem Ersten Weltkrieg wurde die Reihe der FS als 607 und der ČSD als 344.3 (Nassdampf) und 334.2 (Verbund) zugeteilt.
Im Verlauf des Zweiten Weltkrieges ordnete die Reichsbahn einige 344.3 als 545 ein.
Nach diversen Umbauten waren die Lokomotiven dieser Reihen bei der ČSD bis in die 1960er Jahre im Einsatz.